# Féculent
Les féculents sont des aliments d'origine végétale, constitués dans une forte proportion d'amidon ou plus généralement de glucides complexes.
Il peut s'agir de parties de plantes non transformées (graines, fruits, tubercules, racines, tiges) ou de produits dérivés de l'industrie agroalimentaire (farine, fécule, pâtes alimentaires…).
Selon les instances gouvernementales, les féculents seraient la principale source d'énergie dans l’alimentation humaine[réf. nécessaire]. D'un point de vue évolutif[pas clair], les céréales auraient été incorporées à l’alimentation des humains il y a 10 000 ans, lorsqu’ils sont devenus sédentaires. Jusque-là, il consommaient peu de féculents, voire pas du tout[réf. souhaitée]. 
Les glucides que les féculents contiennent peuvent être assimilés plus ou moins rapidement (indice glycémique élevé ou faible). Bien que possédant des glucides complexes, certains féculents sont classés dans les « sucres rapides ».

## Étymologie
Le terme « féculent » est attesté depuis le XVIe siècle. Il dérive du latin faeculentus (plein de lie, de vase, de boue), lui-même dérivé de faex, faecis, « dépôt, sédiment, fèces ». Il désignait à l'origine un liquide épais, chargé d'impuretés.

## L'indice glycémique
Les féculents ne sont pas tous des « sucres lents ». Depuis l'an 2000 environ, cette notion n'est plus utilisée par les diététiciens, qui lui préfèrent celle de « glucides complexes », laquelle correspond simplement à la présence d'amidon, sans indiquer l'influence sur la glycémie. Pour décrire l’effet des aliments sur la glycémie, on utilise la notion d'indice glycémique.
Il existe deux formes d'amidon : l'amylose et l'amylopectine.
L'amylopectine est une forme ramifiée, plus rapide à digérer, qu’on trouve plutôt dans les aliments à indice glycémique élevé.
L'amylose est un amidon linéaire, qui libère le glucose dans le sang plus lentement ; on le trouve plutôt dans les aliments à indice glycémique modéré.
Les travaux sur l'indice glycémique ont commencé dans les années 1980.
Cette mesure est également modulée par la notion de charge glycémique, plus efficace pour guider le consommateur.

## Exemples de féculents

### Céréales(graines)

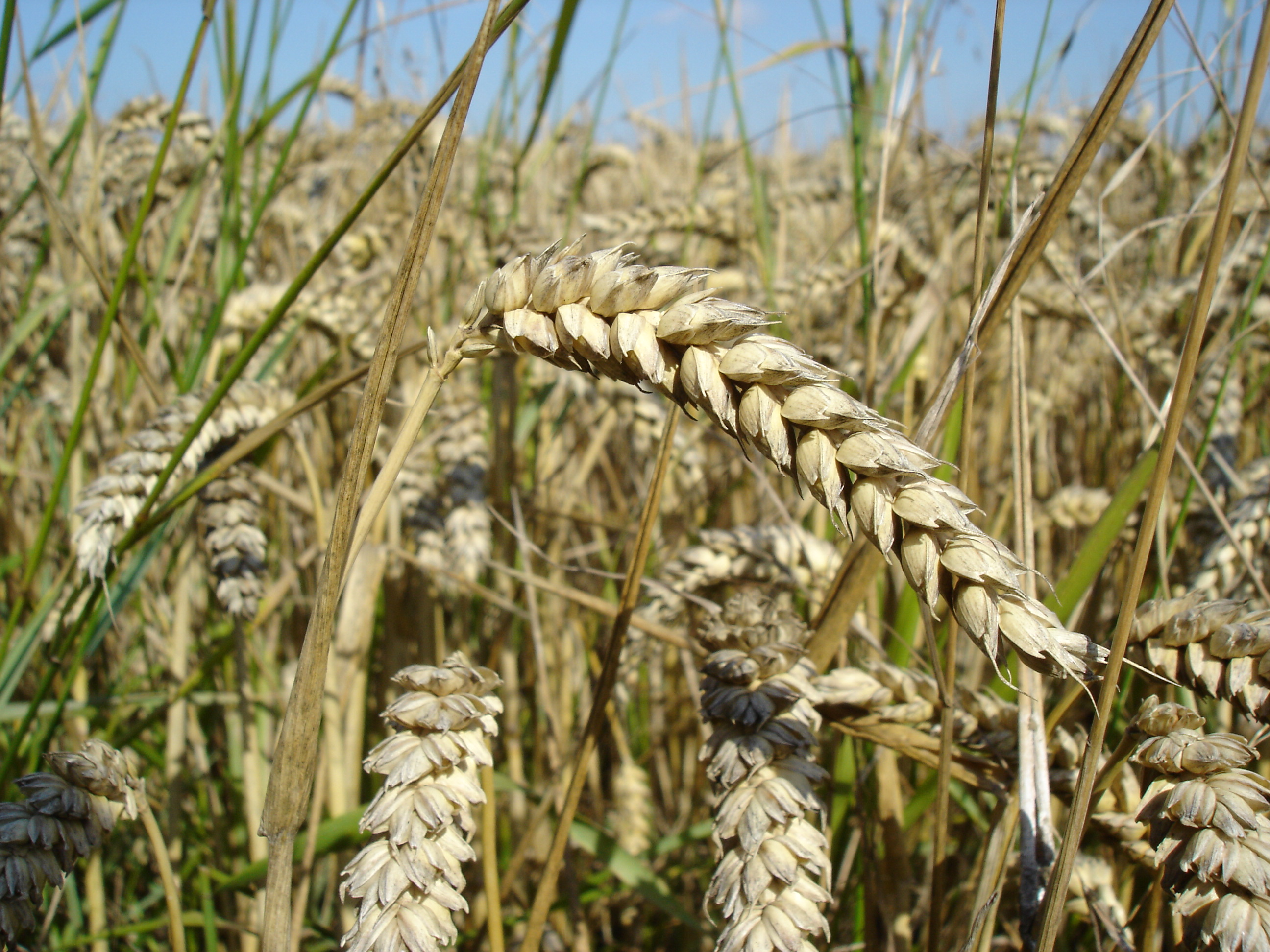
Blé

- Avoine
- Blé
- Épeautre
- Blé de Khorasan
- Teff
- Sorgho
- Maïs
- Millet commun
- Orge
- Riz
- Seigle

### Pseudo-céréale
- Sarrasin
- Quinoa
- Amarante

### Fruits
- Banane (la teneur en amidon non transformé diminue avec la maturité, mais une banane mûre en contient toujours beaucoup plus que les autres fruits[6])
- Châtaigne
- Potimarron
- Fruit de l'arbre à pain[7]

### Légumineuses

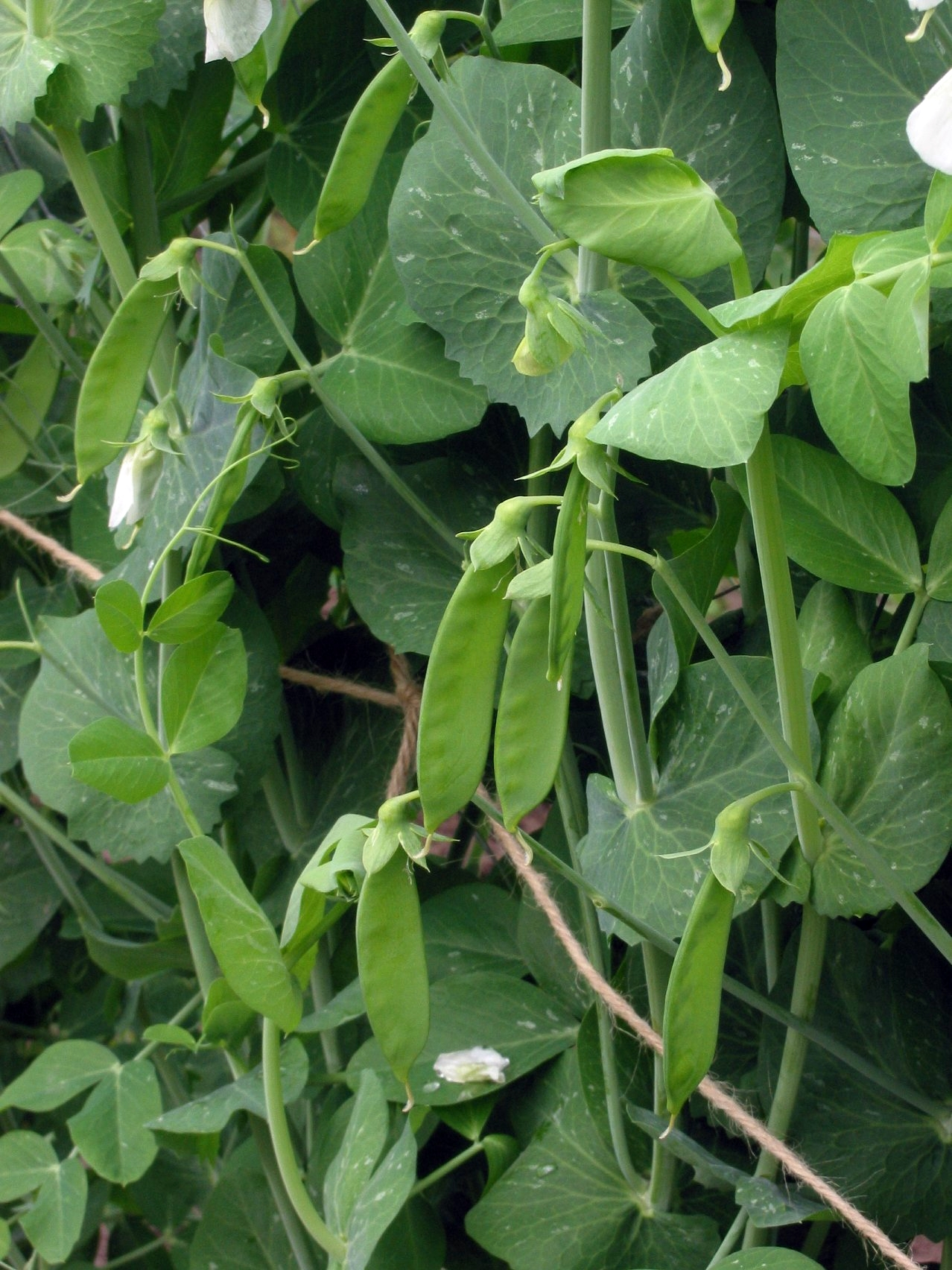
Pois

- Fèves sèches
- Haricots secs
- Lentille cultivée
- Pois chiche
- Pois secs
- Graine de soja

### Organes souterrains

#### Tubercules
- Igname
- Patate douce
- Pomme de terre
- Topinambour[8]

#### Racines
- Manioc
- Panais

### Tronc
- Sagou (issu du sagoutier)

### Produits finis
De nombreux produits finis, industriels ou artisanaux, sont composés en bonne partie de féculents, tels que par exemple les pâtes, le pain, les frites, les chips, etc.